# HD 4853
HD 4853，又名BD+82 20，SAO 143、HR 240，是一颗恒星，视星等为5.62，位于銀經123.03，銀緯20.84，其B1900.0坐标为赤經0h 45m 29.8s，赤緯+83° 20.84′ 52″。